# Javier Germán
Javier Germán Cruz (Cádiz, España, 15 de junio de 1971) es un exfutbolista español que se desempeñaba como centrocampista.

## Clubes
| Club               | País   | Año       |
| ------------------ | ------ | --------- |
| Cádiz C. F.        | España | 1990-1999 |
| S. D. Ponferradina | España | 2000      |
| Motril C. F.       | España | 2000-2001 |
| Benidorm C. F.     | España | 2001-2002 |